# توكوشيما (محافظة)
محافظة توكوشيما (باليابانية: 徳島県, توكوشيما-كين) هي إحدى محافظات اليابان تقع في جزيرة شيكوكو, عاصمتها مدينة توكوشيما.

## توأمة
لتوكوشيما (محافظة) اتفاقيات توأمة مع كل من:
- ساو باولو (6 نوفمبر 1984 - )[4]
- غوانغدونغ (28 أكتوبر 1996 - )[4]
- سكسونيا السفلى (13 سبتمبر 2007 - )[4]
- خونان (24 أكتوبر 2011 - )[4]

## أعلام
- تيروكي كوروب
- يوكي تسوتشيهاشي
- ريكا ماتسويا